# IC 2169
IC 2169 (IC447) est une nébuleuse par réflexion située dans la constellation de la Licorne. Elle fait partie d'un vaste complexe d'association d'étoiles massives connu sous le nom de Mon R1.